# Col de Cou (Champéry)
Der Col de Cou ist ein 1921 m ü. M. hoher Saumpass über die Alpen. Auf der Passhöhe verläuft die Grenze zwischen Frankreich und der Schweiz. Der Saumpass verbindet  die Gemeinde Morzine (994 m ü. M.) in Frankreich mit der Gemeinde Champéry (1055 m) im Val-d’Illiez im Kanton Wallis in der Schweiz.